# Scala
För andra betydelser, se Scala (olika betydelser).
Scala är en stad och kommun i provinsen Salerno i regionen Kampanien i södra Italien. Kommunen hade 1 516 invånare (2017) och gränsar till kommunerna Agerola, Amalfi, Atrani, Gragnano, Pimonte och Ravello